# Hamed Raszidi
Hamed Raszidi (pers. حامد رشیدی) – irański zapaśnik walczący w stylu wolnym. Brązowy medalista mistrzostw Azji w 2017. Pierwszy w Pucharze Świata w 2017. Trzeci na Akademickich mistrzostwach świata w 2016. Wojskowy wicemistrz świata z 2018 roku.